# Polígono industrial Agua Amarga
El Polígono Industrial de Agua Amarga es una zona industrial de la ciudad de Alicante (España). Se encuentra al sur del municipio, en el barrio de El Palmeral-Urbanova-Tabarca, junto a los terrenos del Complejo Audiovisual Ciudad de la Luz, y se extiende a lo largo del tramo final de la avenida de Elche (N-340). El polígono ocupa 490,546 metros cuadrados y alberga un centenar de empresas.
En 2022, los propietarios del polígono comenzaron un proceso para mejorar y modernizar las instalaciones y servicios mediante la creación de una Entidad de Gestión y Modernización (EGM). Este esfuerzo colaborativo buscaba facilitar la gestión de servicios comunes como seguridad, manejo de residuos y energía, además de mejorar las infraestructuras, como los accesos y las zonas verdes. La iniciativa recibió un amplio apoyo en noviembre de 2023, cuando el 69,77% de las empresas y el 80,37% del valor catastral del suelo respaldaron la constitución de la EGM. Este modelo de gestión no sólo mejoró la operatividad del polígono, sino que también actuó como puente con las autoridades públicas y atrajo inversiones. El Ayuntamiento, que también es propietario de terrenos en el polígono, fue un actor clave en este proceso, facilitando la tramitación y aprobación necesarias. La modernización incluyó planes para mejorar la seguridad, el transporte público y la infraestructura vial.